# Ballingeary
Ballingeary (iriska: Béal Átha an Ghaorthaidh) är en ort i republiken Irland.   Den ligger i grevskapet County Cork och provinsen Munster, i den sydvästra delen av landet, 260 km sydväst om huvudstaden Dublin. Ballingeary ligger 93 meter över havet och antalet invånare är 238.
Terrängen runt Ballingeary är kuperad åt sydväst, men åt nordost är den platt. Ballingeary ligger nere i en dal.Runt Ballingeary är det ganska glesbefolkat, med 48 invånare per kvadratkilometer. Närmaste större samhälle är Dunmanway, 16,8 km sydost om Ballingeary. Trakten runt Ballingeary består i huvudsak av gräsmarker.